# Conomelus sagittifer
Conomelus sagittifer är en insektsart som beskrevs av Adolf Remane och Asche 1979. Conomelus sagittifer ingår i släktet Conomelus och familjen sporrstritar. Inga underarter finns listade i Catalogue of Life.